# Dorinha
Dorinha é uma personagem criada por Mauricio de Sousa em 2004 como parte da Turma da Mônica, uma revista em quadrinhos brasileira.

## Criação
Como vários outros personagens da Turma da Mônica que foram inspirados em pessoas reais, Dorinha foi inspirada na deficiente visual Dorina Nowill, falecida em 2010 e que presidiu o "Conselho Mundial para o Bem-Estar dos Cegos", conhecida atualmente como "União Mundial dos Cegos" e a Fundação Dorina Nowill, para cegos.
Segundo Mauricio, a personagem foi criada com o intuito de sensibilizar o público sobre a deficiência visual.

## Características
É uma pessoa com deficiência, assim como Luca. A personagem é cega de nascença, mas demonstra viver como uma criança comum. É orientada por um cão-guia da raça labrador chamado Radar. Por não enxergar, ela desenvolveu sua audição e olfato.